# لوروی (ایلینوی)
لوروی، ایلینوی (به انگلیسی: Le Roy, Illinois) یک شهر در ایالات متحده آمریکا با جمعیت ۳٬۵۶۰ نفر است که در ایلی‌نوی واقع شده‌است.